# Ronald D. Moore
Pour les articles homonymes, voir Moore.
Ronald D. Moore, né le 5 juillet 1964 à Chowchilla en Californie, est un scénariste et un producteur de télévision américain.
Il est essentiellement connu pour son travail sur les séries télévisées de la franchise Star Trek, puis sur Battlestar Galactica qu'il a créée et produite, et enfin pour la série For All Mankind.

## Biographie

### Star Trek: La Nouvelle Génération
En 1988, il parvint à arranger un coup pour visiter les plateaux de Star Trek : La Nouvelle Génération via sa petite amie. Alors qu'il visitait, il donna un script à l'un des assistants de Gene Roddenberry qui l'avait suffisamment apprécié pour l'aider à trouver un agent qui, à son tour, a soumis le script d'une manière plus conventionnelle. À peu près sept mois plus tard, le producteur exécutif Michael Piller lut le script, l'acheta et celui-ci devint l'épisode de la troisième saison Filiation. À partir de ce moment, on lui offrit l'occasion d'écrire un second script qui le mena dans le staff de la production en tant qu'éditeur de script. Deux ans plus tard, il fut promu coproducteur, puis producteur pour l'année finale de la série (1994).
Moore s'est développé une réputation d'expert Klingon dans l'équipe d'écriture, étant responsable de l'écriture d'un nombre d'épisodes qui ont développé la race et la culture klingonnes, en commençant par Les Pêchés du père (Sins of the Father) qui a introduit le monde-mère des Klingons, le Haut-Conseil klingon et le chancelier klingon, et en continuant par Réunion, Rédemption, parties 1 et 2, Éthique et Héritier légitime.
Durant sa période La Nouvelle Génération, il fut crédité de l'écriture ou coécriture de 27 épisodes. Il a souvent coécrit des épisodes avec Brannon Braga, créant une relation de travail fructueuse qui les mena à la possibilité d'écrire le double épisode final de la série, Toutes les bonnes choses…, partie 1 et partie 2 (qui gagna le Prix Hugo 1995 de la meilleure présentation dramatique). La série gagna également une nomination à l'Emmy Award pour la « meilleure série dramatique », perdant le titre face à Un drôle de shérif.
Les comparses écrivirent également le scénario de la première apparition de la Nouvelle Génération au grand écran, Star Trek : Générations ; c'était l'idée de Moore de retirer le capitaine James T. Kirk de la série originale Star Trek dans ce film.

### Star Trek: Deep Space Nine
Moore a ensuite rejoint le staff de production de Star Trek: Deep Space Nine alors que la série en était à sa troisième saison. Il y fut producteur superviseur, pour ensuite être promu producteur coexécutif pour les deux dernières années de la série. Durant cette période, il a à nouveau travaillé avec Braga sur le script du second film de la nouvelle génération, Star Trek : Premier Contact et sur un brouillon du script de Mission : Impossible 2, script qui fut par la suite réécrit par Robert Towne. Ils furent alors crédités en tant qu'auteurs de l'histoire.
Lors de son travail sur Deep Space Nine, il a continué à écrire des épisodes qui étendaient la culture klingonne, comme La Maison de Quark, Les Fils de Mogh, Les Règles du combat, Mauvais Par'Mach, Les Soldats de l'empire, Vous êtes cordialement invités et De retour au combat. Il a également écrit des épisodes traitant de sujets controverses comme la manipulation génétique (Dr Bashir, je présume ?) ; il a coécrit l'épisode qui comprenait le premier baiser de deux personnes du même sexe de la franchise (L'Interdit) et tua un autre personnage populaire, Bareil Antos (Survivre à tout prix ?).
Il fit des efforts pour instaurer un débat avec les fans en postant régulièrement des réponses à des questions de fans sur des forums AOL ou pour prendre note de leur appréciation de la série, une pratique qu'il perdura lors de son travail sur Battlestar Galactica via son blog et ses podcasts.

### Star Trek: Voyager
Avec la fin de Deep Space Nine en 1999, Moore rejoignit l'équipe de production de Star Trek: Voyager au début de la sixième saison, où son partenaire d'écriture Braga était producteur exécutif. Mais Moore quitta l'aventure quelques semaines plus tard, n'ayant que deux épisodes à son crédit. Dans une interview de janvier 2000 pour le magazine Cinescape, Moore raconta que sa courte durée sur la série était due à des problèmes dans sa relation de travail avec Brannon Braga :

« I have very hurt feelings about Brannon. What happened between he and I is just between he and I. It was a breakdown of trust. I would have quit any show where I was not allowed to participate in the process like that. I wasn’t allowed to participate in the process, and I wasn’t part of the show. I felt like I was freelancing my own show. ... I was very disappointed that my long-time friend and writing partner acted in that manner, that crossed lines to the point where I felt like I had to walk away from STAR TREK, which was something that meant a lot to me for a very long time, from my childhood right through my entire professional career. »

— Ronald D. Moore, 
Depuis qu'il a quitté Voyager, les fans suggérèrent souvent Moore comme possible successeur pour mener la franchise Trek. Moore et Braga se réconcilièrent une fois Voyager fini. On peut les entendre parler ensemble sur la piste de commentaires de l'édition DVD de Star Trek : Générations et Star Trek : Premier Contact.

### Après Star Trek
Après avoir quitté Voyager, Moore a brièvement travaillé en tant que producteur consultant sur Good Versus Evil avant de rejoindre Roswell en tant que producteur coexécutif et scénariste pour la seconde saison en 2000. Moore et le créateur de la série, Jason Katims menèrent ensemble Roswell jusqu'à la fin de la série en 2002. Moore a également écrit quelques-uns des épisodes les plus populaires, parmi lesquels Situation de crise et le dernier épisode de la série Vers le futur coécrit avec Katims. Il a également écrit l'épisode Mort suspecte.
Durant cette période, Moore a également développé un pilote inspiré de la Ballade de Pern d'Anne McCaffrey pour The WB, mais la production de ce projet fut abandonnée à cause de « différences créatives » entre Moore et le réseau de télévision.
En 2002, après un précédent essai raté par Bryan Singer et Tom DeSanto, David Eick (avec qui Moore a travaillé sur Good Versus Evil) a approché Moore à propos d'une nouvelle télésuite Battlestar Galactica pour Universal. Moore a développé la télésuite avec Eick, écrivant les scripts et remettant au goût du jour la vieille série, développant également une histoire pouvant fonctionner en tant que série hebdomadaire, si le succès de la télésuite suivait. Au même moment, Moore fut approché par HBO pour tourner une nouvelle série télévisée appelée La Caravane de l'étrange, mais la chaîne décida finalement d'offrir la place à Henry Bromell et donna une place de consultant dans l'équipe d'écriture. Il accepta, mais ensuite Bromell quitta la production peu après et Moore devint le moteur de l'équipe. Alors que Moore travaillait sur la première année de La Caravane de l'étrange, Eick travaillait sur la production au jour-le-jour de la télésuite Battlestar Galactica au Canada. La télésuite fut diffusée en 2003 et eut la meilleure audience d'une télésuite sur le câble américain cette année-là, en plus de la meilleure audience pour la chaîne Sci Fi Channel jusque-là. Après que La Caravane de l'étrange ait atteint la fin de sa première saison et que Sci Fi Channel ait commandé une série de treize épisodes hebdomadaires de Battlestar Galactica, Moore quitta La Caravane pour assumer les fonctions de producteur exécutif à plein de Battlestar Galactica.
Moore travaille actuellement sur le script d'un remake du film de 1982 The Thing.

### Battlestar Galactica
La série Battlestar Galactica débuta en octobre 2004 au Royaume-Uni et en janvier 2005 aux États-Unis.
La réinvention de Battlestar Galactica par Moore a un ton bien plus sérieux que celui de sa base, quelque chose que l'on pouvait entrapercevoir dans son interview de 2000 pour Cinescape, où il discutait de ce qu'il considérait comme le problème fondamental de Voyager.
« The premise has a lot of possibilities. Before it aired, I was at a convention in Pasadena, and Sternbach and Okuda were on stage, and they were answering questions from the audience about the new ship. It was all very technical, and they were talking about the fact that in the premise this ship was going to have problems. It wasn’t going to have unlimited sources of energy. It wasn’t going to have all the doodads of the Enterprise. It was going to be rougher, fending for themselves more, having to trade to get supplies that they want. That didn’t happen. It doesn’t happen at all, and it’s a lie to the audience. I think the audience intuitively knows when something is true and something is not true. Voyager is not true. If it were true, the ship would not look spic-and-span every week, after all these battles it goes through. How many times has the bridge been destroyed? How many shuttlecrafts have vanished, and another one just comes out of the oven? That kind of bullshitting the audience I think takes its toll. At some point the audience stops taking it seriously, because they know that this is not really the way this would happen. These people wouldn’t act like this. »
— Ronald D. Moore
        
« Le préambule a de nombreuses posssibilités. Avant sa diffusion, j'étais à une convention à Pasadena et Sternbach et Okuda étaient sur scène, répondant à des questions du public sur le nouveau vaisseau. C'était très technique et ils parlaient du fait que, dans les prémisses, ce vaisseau allait avoir des problèmes. Qu'il n'allait pas avoir une source illimitée d'énergie. Qu'il n'y aurait pas tous les gadgets de l'« Enterprise ». Il devait être plus rugueux, se suffire davantage à lui-même, devoir faire du commerce pour obtenir les matériaux dont il a besoin. Ce n'est pas ce qui s'est passé. Cela ne se produit pas du tout, et c'est un mensonge pour le public. Je pense que le public sait intuitivement quand quelque chose est vraisemblable et quand quelque chose ne l'est pas. « Voyager » n'est pas réel. Si c'était le cas, le vaisseau n'aurait pas l'air impeccable chaque semaine, après toutes les batailles qu'il a traversées. Combien de fois le pont a-t-il été détruit ? Combien de navettes ont disparu, et qu'une autre vient juste de sortir du four ? Je pense que ce genre d'escroquerie à l'égard du public porte ses fruits. À un moment donné, le public cesse de prendre la chose au sérieux, parce qu'il sait que ce n'est pas vraiment ainsi que les choses se passeraient. Ces gens n'agiraient pas comme ça. »
Moore a écrit les deux premiers épisodes de la nouvelle série, dont le premier 33 minutes, gagnant le prix Hugo de la meilleure présentation dramatique de courte durée, le second de la carrière de Moore. En 2007, Moore fut nommé à nouveau pour un Emmy Award pour l'écriture des épisodes Mission suicide et La Grande Rafle, qui furent diffusés ensemble comme le premier épisode de la troisième saison.

### L'aprèsBattlestar Galactica
Moore a travaillé sur un script du remake du film de John Carpenter The Thing , mais son nom n'apparaîtra finalement pas au générique à sa sortie en 2011.
Lors de la grève des scénaristes américains de 2007-2008, Moore a été assez loquace, puisque sa série Battlestar Galactica était l'une des raisons majeures menant à la grève. En effet, en août 2006, la WGA ordonna que la production cesse sur-le-champ la série de webisodes Battlestar Galactica: The Resistance qui ont été produits comme lien entre les seconde et troisième saisons de la série. Des tensions à ce sujet ont duré jusque durant la troisième saison. Battlestar Galactica est, à l'instar d'autres séries populaires comme Lost : Les Disparus ou Heroes, l'une des émissions mises en avant par le débat relatif aux revenus sur les nouveaux médias, puisque la série a été extrêmement téléchargée depuis iTunes et retrouve une bonne partie du financement des coûts de sa production via l'importante vente de DVD plutôt que par l'audience. C'est également l'une des séries télévisées les plus enregistrées sur numériscope, ce qui n'est pas comptabilisé par le système de calcul d'audience de Nielsen.
Moore devait entamer ses débuts en réalisation lors du premier épisode suivant le cliffhanger de la mi-saison, épisode qu'il a également écrit. Bien que la grève des scénaristes interrompit la production de la quatrième saison de Battlestar Galactica, le travail a depuis recommencé.
À cause de l'arrivée de la grève, Moore a trouvé peu approprié de continuer à communiquer avec ses fans via le blog qu'il maintenait sur le site internet de Sci Fi Channel et a commencé ses propres site internet et blog afin de pouvoir continuer à commenter librement la situation. Moore n'a pas repris l'écriture sur le site de Sci Fi, même depuis la fin de la grève des scénaristes et la diffusion des premiers épisodes de la quatrième saison, mais continue à utiliser son blog personnel.
Moore a travaillé en 2008 sur un nouveau projet appelé Virtuality qui n'a finalement pas abouti.
En 2014, il crée, produit et écrit la série Outlander pour la chaîne Starz, d'après les romans de Diana Gabaldon.
En 2017, il participe à la série Philip K. Dick's Electric Dreams en tant que producteur exécutif.
En 2019, il crée, produit et écrit la série For All Mankind pour Apple TV+.
En 2021, l’auteure américaine à succès Sarah J. Maas annonce sur son compte Instagram, que Moore participe au projet série tv Hulu, de la saga best-seller Un palais d'épines et de roses.

## Filmographie

### Producteur
- 1991–1994 : Star Trek : La Nouvelle Génération (série télévisée) de Gene Roddenberry : coproducteur  puis producteur
- 1994–1999 : Star Trek: Deep Space Nine (série télévisée) : producteur puis coproducteur délégué
- 1999 : Star Trek: Voyager : coproducteur délégué
- 1999 : Good Versus Evil : producteur superviseur
- 2000 : Roswell : coproducteur délégué
- 2003 : Battlestar Galactica (mini-série) : producteur délégué
- 2003 : La Caravane de l'étrange (Carnivàle) : producteur délégué (jusque 2004)
- 2004 : Les Forces du mal : producteur consultant
- 2004–2009 : Battlestar Galactica (série télévisée) : producteur délégué
- 2009 : Caprica (série télévisée) : producteur délégué
- 2013 : Helix (série télévisée) : producteur
- 2014– : Outlander (série télévisée) : producteur délégué et créateur
- 2019– : For All Mankind (série télévisée) : producteur délégué et créateur

### Scénariste
- 1989 : Star Trek : La Nouvelle Génération (série télévisée) de Gene Roddenberry (27 épisodes)
- 1994 : Star Trek : Générations de David Carson
- 1996 : Star Trek : Premier Contact de Jonathan Frakes
- 1998 : Star Trek: Deep Space Nine (série télévisée) (2 épisodes)
- 1999 : Good Versus Evil (série télévisée)
- 1999 : Star Trek: Voyager (série télévisée) de Rick Berman, Michael Piller et Jeri Taylor (2 épisodes)
- 2000 : Mission : Impossible 2 de John Woo avec Tom Cruise (histoire)
- 2000 : Roswell (série télévisée) de Jason Katims (10 épisodes)
- 2003 : La Caravane de l'étrange (série télévisée) (3 épisodes)
- 2003 : Battlestar Galactica (mini-série) de Michael Rymer
- 2004 : Les Forces du mal (série télévisée) de Paul Abbott (1 épisode)
- 2004-2009 : Battlestar Galactica (série télévisée) (10 épisodes)
- 2011 : The Thing de Matthijs van Heijningen Jr.
- 2014– : Outlander (série télévisée)
- 2019 : Another Life (série télévisée) de Tracey D'Arcy
- 2019 : For All Mankind (série télévisée)

## Distinctions
Emmy Awards
1994 : Meilleure série dramatique pour Star Trek : La Nouvelle Génération (nommé)
2007 : Meilleure écriture pour une série dramatique pour Battlestar Galactica (épisodes : Mission suicide / La Grande Rafle) (nommé)
Prix Hugo
1995 : Meilleure présentation dramatique pour Star Trek : Générations (nommé)
1995 : Meilleure présentation dramatique pour Star Trek : La Nouvelle Génération (épisode : Toutes les bonnes choses…) (remporté)
1997 : Meilleure présentation dramatique pour Star Trek : Premier Contact (nommé)
1997 : Meilleure présentation dramatique pour Star Trek : Deep Space Nine (épisode : Épreuves et Tribulations) (nommé)
2005 : Meilleure présentation dramatique de courte durée pour Battlestar Galactica (épisode : 33 minutes) (remporté)
Peabody Awards
2005 : Peabody Award pour Battlestar Galactica